# محمد شريفي (لاعب كرة قدم مواليد 2000)
محمد علي شريفي لاعب كرة قدم سعودي ،لعب سابقاً في نادي الوطني.